# Ramsay MacDonald
James Ramsay MacDonald (12. října 1866 – 9. listopadu 1937) byl britský státník, člen Labouristické strany a premiér. Pocházel z chudých poměrů a byl první labouristický předseda vlády.
Jeho první funkční období trvalo méně než jeden rok. K moci se vrátil roku 1929 ale brzy musel vzdorovat důsledkům velké hospodářské krizi, která způsobila rozkol v labouristické vládě. Roku 1931 sestavil národní vládu, která byla podporovaná konzervativními poslanci. Výsledkem bylo jeho vyloučení z Labouristické strany, která ho obvinila ze zrady. Předsedou vlády byl v období let 1931 až 35. V této době se jeho zdravotní stav zhoršil a jeho schopnosti vést kabinet se postupně zmenšovaly. Z funkce premiéra odstoupil roku 1935, ale zůstal členem vlády až do roku 1937 kdy odešel na odpočinek.

## Mládí
Narodil se v Loissemouthu na severovýchodě Skotska jako nelegitimní syn Johna Macdonalda, zemědělského dělníka, a Anny Ramsayové. Základní vzdělání získal na škole v Loissemouthu a později na farní škole v Drainie, kde se později stal učitelem. Na počátku roku 1886 odešel do Londýna.
V Londýně si našel práci jako fakturant. Později začal navštěvovat večerní kursy na Birkbeckém institutu, ale týden před závěrečnými zkouškami vlivem vyčerpání onemocněl a nemohl tak počítat s vědeckou kariérou. Roku 1888 přijal místo tajemníka u Thomase Lougha, obchodníka a politika s radikálními názory. Lough byl roku 1892 zvolen jako člen Liberální strany poslancem Dolní sněmovny za obvod západní Islington. MacDonald tak získal mnoho užitečných kontaktů a zkušeností s politikou.

## Politická kariéra
Roku 1893 založil Keir Hardie Nezávislou labouristickou stranu, jejímž členem se MacDonald stal v květnu následujícího roku. Byl se jejím kandidátem ve volbách, ale byl dvakrát poražen. Roku 1900 se stal členem výboru dělnických zástupců, který byl předchůdcem Labouristické strany. Zůstal zároveň i členem Nezávislé labouristické strany a jako její tajemník se dohodl s Herbertem Gladstonem na tom, že liberálové v některých obvodech nepostaví svého kandidáta a zajistí tak labouristům lepší možnost dostat své kandidáty do parlamentu.
Roku 1906 se výbor dělnických zástupců přejmenoval na Labouristickou stranu a pohltil Nezávislou labouristickou stranu. Tentýž rok se MacDonald stal poslancem za obvod Leicester a stal se vůdcem skupiny labouristických poslanců. MacDonald prosazoval politiku, která směřovala k tomu, aby labouristé nahradili liberály jako hlavní stranu na levém politickém křídle.
Roku 1911 se stal vůdcem celé strany. Na základě zkušeností z Afriky po druhé búrské válce prosazoval protiválečnou politiku. Nicméně po vyhlášení války v srpnu 1914 zvítězil patriotismus a labouristé podpořili vládu při schválení půjčky, která by pokryla válečné náklady, a protože s tím MacDonald nesouhlasil, odstoupil z vedení labouristů.
Roku 1922 se rozpadla koaliční vláda a na konci roku byly vyhlášeny nové volby. MacDonald byl zvolen poslancem za Aberavon a poté co sjednotil Labouristickou stranu, byl zvolen jejím vůdcem. Rozštěpení liberálové ztráceli význam a labouristé se po volbách stali hlavní opoziční stranou. MacDonald opustil radikální levicové názory a stal se nepřítelem komunismu. Ve volbách roku 1923 ztratila Konzervativní strana parlamentní většinu a Jiří V. pověřil sestavením vlády MacDonalda. Ten se tak stal prvním premiérem pocházejícím z prostředí dělnické strany a jedním z mála bez vysokoškolského vzdělání.

## První období
Ve vládě zastával i funkci ministra zahraničí a za svou prioritu vytyčil zvrácení škod způsobených Versailleskou smlouvou. Funkční období tohoto kabinetu trvalo jen devět měsíců, protože labouristé neměli většinu ani v dolní ani v horní komoře parlamentu. Jeho úspěchem bylo zvýšení podpory v nezaměstnanosti a rozšíření výstavby bytů pro dělníky s nízkými příjmy.
V březnu, přes odpor admirality, zastavil práce na vojenské základně v Singapuru. Na červen svolal do Londýna jednání spojenců a dosáhl dohody o novém plánu válečných reparací a francouzské okupace Porúří. Následovalo podepsání anglo-německé obchodní dohody. Na konferenci v létě 1924 přinutil Francii přijmout Dawesův plán, který upravoval plán placení reparací Německem. Na jednání Společnosti národů v září 1924 přednesl projev, jehož hlavní myšlenkou bylo odzbrojení, a tento proslov byl přijat s velkým porozuměním.
Na konci roku 1924 byla vláda poražena v hlasování o zákonu týkajícího se omezení vydávání komunistických deníků. V následujících volbách zvítězili konzervativci.

## Druhé období
Volby roku 1929 přinesly labouristům větší počet křesel než konzervativcům a jazýčkem na politických vahách se tak stal Lloyd George a jeho liberálové. MacDonald vytvořil menšinovou vládu s jejich podporou. V tomto období měla vláda pevnější pozici a tak roku 1930 prosadila zvýšení dávek v nezaměstnanosti, zvýšení platů a zlepšení podmínek v hornictví a záměr vyčištění slumů.
Jeho vláda, ale nebyla schopna efektivně řešit problémy velké hospodářské krize. Na konci roku 1930 se počet nezaměstnaných zvýšil dvojnásobně. Vláda balancovala mezi dvěma úkoly – stabilizací měny připojením libry ke zlatému standardu a podpoře chudých a nezaměstnaných. V průběhu roku 1931 se ekonomická situace zhoršila a tlak expertů na snížení vládních výdajů narostl. Závěry komise na revizi státního rozpočtu v květnu téhož roku vedly k návrhu snížení vládních výdajů (především snížení podpory v nezaměstnanosti) tak aby byla dodržena rovnováha státního rozpočtu.

## Národní vláda
I když měl návrh na snížení vládních výdajů ve vládě většinovou podporu, někteří starší ministři, kteří se škrty nesouhlasili, pohrozili svou rezignací. 24. srpna 1931 MacDonald rezignoval a na nátlak krále souhlasil se sestavením národní vlády vytvořené spolu s konzervativci i liberály. On i Snowden a Thomas, zastánci omezení výdajů, byli brzy nato vyloučeni z Labouristické strany a vytvořili vlastní politickou skupinu, označovanou za národní labouristy.
MacDonald nechtěl vyhlásit okamžitě volby, ale na nátlak konzervativců nakonec stanovil jejich termín na říjen 1931. Poslanci podporující národní vládu v nich získali pohodlnou většinu v parlamentu. Neúspěch labouristů ještě podnítil nenávist jeho bývalých spolustraníků vůči němu. MacDonald byl neúspěchem labouristů také zklamán, protože národní vládu považoval za přechodné opatření a chtěl se k labouristům vrátit.
I když si podržel funkci premiéra, byl zastíněn konzervativními politiky Stanleyem Baldwinem a Nevillem Chamberlainem, kteří využívali jeho velkou závislost na hlasech konzervativních poslanců. Postupně ho jeho bývalí spojenci opouštěli a stával se stále více izolovaným politikem.

## Pozdní období
V letech 1933 až 34 se jeho zdravotní stav zhoršoval a nebyl schopen plnit úlohu vůdce ve zhoršující se mezinárodní situaci. Jeho pacifismus, pro který byl obdivován ve 20. letech, ve stávající situaci vedl k jeho obvinění z neschopnosti vzdorovat Adolfu Hitlerovi. Roku 1935 souhlasil s předáním funkce premiéra Baldwinovi.
Jeho zdravotní stav se zhoršil po volbách roku 1936. Lékaři mu navrhli pro podporu jeho zdravotního stavu plavbu po moři, kde také v listopadu na palubě lodi zemřel.